# Yksel Osmanovski
Yksel Osmanovski (født 24. februar 1977 i Malmø, Sverige) er en svensk tidligere fodboldspiller (angriber)/kantspiller), der mellem 1998 og 2006 spillede 14 kampe og scorede to mål for Sveriges landshold. Han var en del af den svenske trup til EM 2000 i Belgien/Holland, og spillede én af svenskernes tre kampe i turneringen, hvor holdet blev slået ud efter det indledende gruppespil.
På klubplan spillede Osmanovski af to omgange for Malmö FF i sin fødeby, men havde også udlandsophold hos både AS Bari og Torino FC i Italien samt hos Bordeaux i Frankrig. Han vandt det svenske mesterskab med Malmö i 2004.

## Titler
Allsvenskan
- 2004 med Malmö FF